# Cryptolestes candius
Cryptolestes candius is een keversoort uit de familie dwergschorskevers (Laemophloeidae). De wetenschappelijke naam van de soort werd in 1965 gepubliceerd door Lefkovitch.